# 灌赤片
灌赤片，是《中国语言地图集》的汉语分区法中汉语西南官话的一个分区，将中国四川、重庆和云南三省市所有入声不派入阳平的方言笼统划为一区。其下又分为岷江（入声保留）、仁富（入声归入去声）、雅棉（入声归入阴平）、丽川（入声保留）四小片。其中分布于四川盆地西南部的岷江、仁富、雅棉三小片源自巴蜀语，与成渝片在词汇、音韵等方面有很多共通之处，都属于四川话的分支。而分布于滇西北的丽川小片则与其它三小片有不同源流，差异巨大。有学者认为，仁富、雅棉两小片是由岷江小片发展而成。由于岷江小片部分地区入声调值与阴平或去声相近，其入声发生归派后便形成了仁富与雅棉小片。

## 分区
- 四川话

- 岷江小片

四川盆地西南部岷江流域及长江两岸的44县市，西昌、西充、盐亭、射洪4县市以及贵州西北赤水河流域4县市，东北乌江下游5县、云南北部长江沿岸2县
- 仁富小片

沱江下游的仁寿、井研、威远、自贡、荣县、富顺、内江、隆昌8县市以及筠连、冕宁2县
- 雅棉小片

川西西部的雅安、芦山、石棉、名山、天全、宝兴、汉源7县市
- 云南话

- 丽川小片

滇西北下关、剑川、宾川、洱源、云龙、丽江6县市